# Greve das uvas de Delano
A greve das uvas de Delano foi uma greve trabalhista organizada pelo Comitê Organizador dos Trabalhadores Agrícolas (AWOC), uma organização trabalhista predominantemente filipina e patrocinada pela AFL-CIO, contra os produtores de uvas de mesa em Delano, Califórnia, para combater a exploração dos trabalhadores rurais. A greve começou em 8 de setembro de 1965 e, uma semana depois, a predominantemente mexicana Associação Nacional dos Trabalhadores Rurais [en] (NFWA) juntou-se à causa. Em agosto de 1966, o AWOC e a NFWA se fundiram para criar o Comitê Organizador dos Trabalhadores Rurais Unidos (UFW).
A greve durou cinco anos e foi caracterizada por seus esforços de base — boicotes de consumidores, marchas, organização comunitária e resistência não violenta — que deram ao movimento atenção nacional. Recebeu cobertura significativa em publicações religiosas, e a Igreja Católica atuou como mediadora entre as duas partes nos últimos anos. Em julho de 1970, a greve resultou em uma vitória para os trabalhadores rurais, devido em grande parte a um boicote de consumidores a uvas não sindicalizadas, quando um acordo de negociação coletiva foi alcançado com os principais produtores de uvas de mesa, afetando mais de 10.000 trabalhadores rurais.
A Greve das Uvas de Delano é mais notável pela implementação e adaptação eficaz de boicotes, pela parceria sem precedentes entre trabalhadores rurais filipinos e mexicanos para sindicalizar o trabalho rural e pela criação resultante do sindicato trabalhista UFW, todos os quais revolucionaram o movimento trabalhista rural na América.

## Contexto
Antes da Greve das Uvas de Delano, ocorreu outra greve de uvas organizada por trabalhadores rurais filipinos em Vale de Coachella [en], Califórnia, em 3 de maio de 1965. Como a maioria dos grevistas tinha mais de 50 anos e não tinha famílias próprias devido às leis anti-miscigenação (primeiramente derrubadas em 1949), eles estavam dispostos a arriscar o pouco que tinham para lutar por salários mais altos. A greve foi bem-sucedida ao conceder aos trabalhadores rurais um aumento de 40 centavos por hora, resultando em um salário equivalente ao de US$ 1,40 por hora pago aos braceros, recentemente proibidos.
Após essa greve, a colheita de uvas moveu-se para o norte, para Arvin, onde uma greve foi tentada na El Rancho Farms com a NFWA. No entanto, ela foi interrompida pela polícia e pelos produtores.
Os trabalhadores rurais então seguiram a temporada de colheita de uvas e se mudaram para o norte, para Delano. Os trabalhadores rurais filipinos que vieram de Coachella foram liderados por Larry Itliong [en], Philip Vera Cruz, Benjamin Gines e Elasco sob o AWOC. Ao chegar em Delano, os trabalhadores rurais foram informados pelos produtores que, em vez de receberem o salário de US$ 1,40 por hora que recebiam em Coachella, seriam pagos US$ 1,20 por hora, abaixo do salário mínimo federal. Além dos baixos salários, os trabalhadores não tinham acesso a seguro de saúde, proteção oferecida por um sindicato ou pensões. Apesar das tentativas de negociação, os produtores não estavam dispostos a aumentar os salários, já que os trabalhadores eram facilmente substituíveis. Isso levou Itliong, líder do AWOC, a organizar os trabalhadores rurais filipinos e pressionar os produtores para conceder salários mais altos e melhores condições de trabalho. Em 7 de setembro de 1965, Itliong e os trabalhadores rurais filipinos se reuniram no Salão da Comunidade Filipina, e o AWOC votou unanimemente por iniciar a greve na manhã seguinte.
Em resposta ao sucesso da greve organizada pelo AWOC, a NFWA organizou uma reunião de 1.200 trabalhadores rurais mexicanos em 16 de setembro de 1965, na Igreja de Nossa Senhora de Guadalupe, em Delano. A reunião foi estrategicamente realizada no Dia da Independência do México para despertar a identidade mexicana dos agricultores, uma técnica que definiria a greve das uvas. Na reunião, havia preocupações sobre se a NFWA poderia organizar uma greve com sucesso, dado que faltavam apoio para moradia e alimentação, como visto na greve organizada por Itliong e os trabalhadores filipinos. Apesar dessas preocupações, o sindicato votou por prosseguir com a greve das uvas. A NFWA adotou uma estratégia de voluntarismo, não violência e redes sindicais. Para ilustrar, a greve foi apoiada por Walter Reuther do Sindicato dos Trabalhadores Automotivos, que forneceu publicidade e apoio financeiro para a greve, assim como por Dolores Huerta, que se tornaria co-fundadora do Sindicato dos Trabalhadores Rurais Unidos quando o AWOC e a NFWA se fundiram. Huerta posteriormente expandiu a rede da UFW ao organizar esforços de boicote às uvas em Nova York e Nova Jersey.

## Eventos da greve
Em 8 de setembro de 1965, Itliong, Vera Cruz, Gines, Imutan e mais de 1.000 trabalhadores rurais filipinos abandonaram os vinhedos e iniciaram sua greve contra os produtores de uvas de mesa de Delano. Em resposta aos grevistas, os produtores de uvas contrataram trabalhadores rurais mexicanos para cruzar as linhas de piquete e quebrar a greve, uma tática comumente usada para criar conflitos e reforçar divisões entre trabalhadores filipinos e mexicanos. Os proprietários das fazendas também responderam fechando os acampamentos, cortando o fornecimento de água e aplicando punições físicas para tentar forçar os grevistas a voltar ao trabalho. Para evitar que a greve terminasse em fracasso, Itliong procurou Cesar Chavez, líder da recém-formada NFWA. Chavez inicialmente recusou o pedido de Itliong, pois acreditava que a NFWA não era financeiramente estável o suficiente para se juntar à greve. No entanto, como os membros da NFWA expressaram desejo de apoiar os esforços dos filipinos, Chavez decidiu realizar uma conferência emergencial na Igreja de Nossa Senhora de Guadalupe (Iglesia Nuestra Señora de Guadalupe) em 16 de setembro para permitir que os membros da NFWA decidissem por si mesmos se participariam da luta em Delano. Mais de 1.200 apoiadores compareceram à reunião e votaram esmagadoramente a favor de se juntar à greve, com membros gritando repetidamente "Huelga!" – a palavra espanhola para greve – em apoio aos trabalhadores rurais de Delano. O dia 16 de setembro de 1965 marcou o momento em que trabalhadores rurais filipinos e mexicanos uniram forças oficialmente para realizar piquetes juntos e lutar por justiça trabalhista rural. Esse foi o início da resistência não violenta para os trabalhadores rurais em Delano, Califórnia.
À medida que as greves e marchas começaram a ocorrer, o El Teatro Campesino foi fundado nas linhas de piquete. O El Teatro Campesino era uma companhia teatral latina que apresentava esquetes ou "atos" em comícios públicos, em caminhões-plataforma ou em salões sindicais. Eles usavam sátira, humor e improvisação em seus esquetes para contar as histórias dos trabalhadores rurais e explicar por que lutavam por sua causa. Os atores, que também eram trabalhadores rurais, tinham poucos recursos financeiros e acesso limitado à estética teatral.

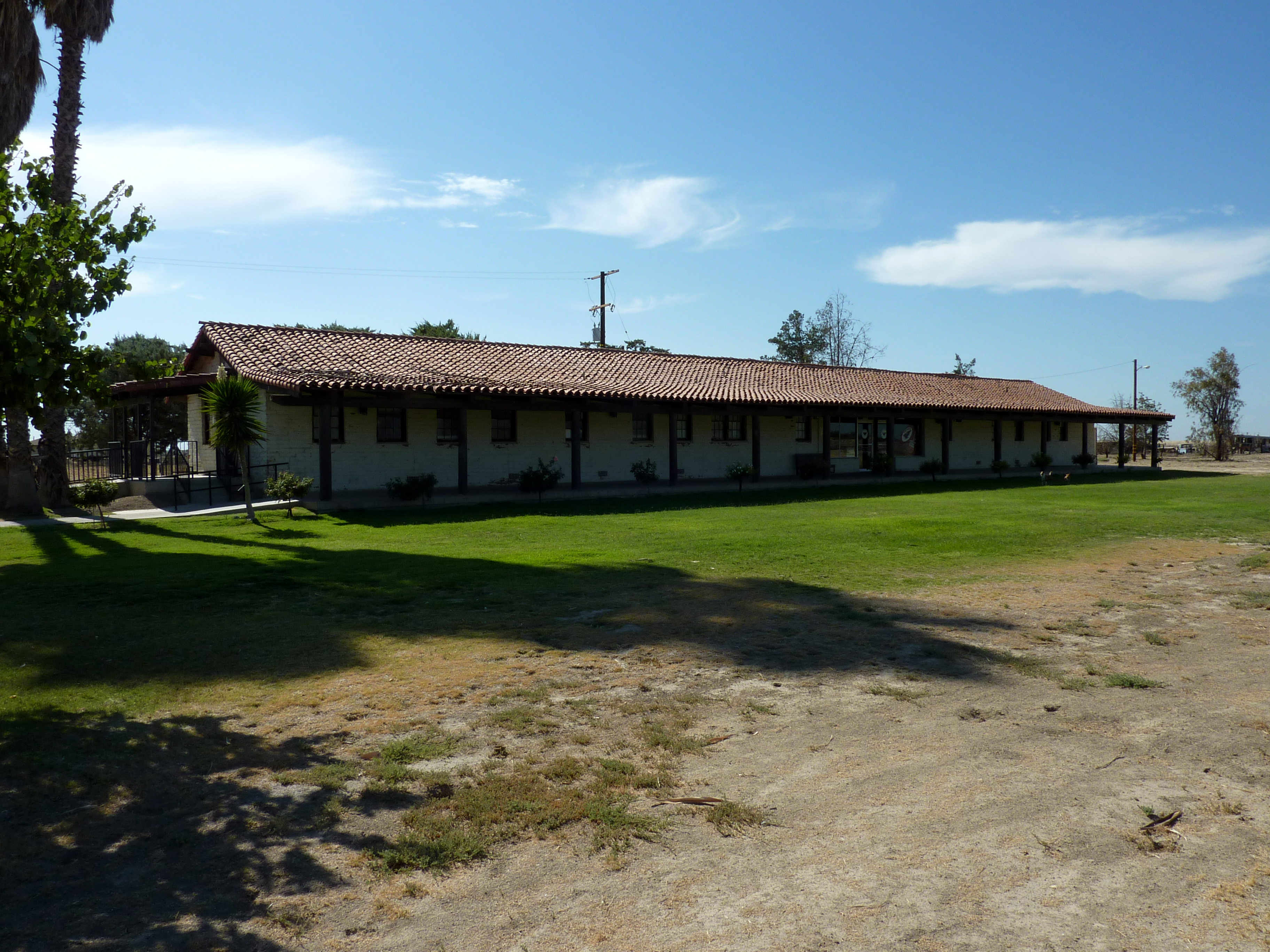
O complexo Quarenta Acres em Delano foi declarado Marco Nacional em 2008

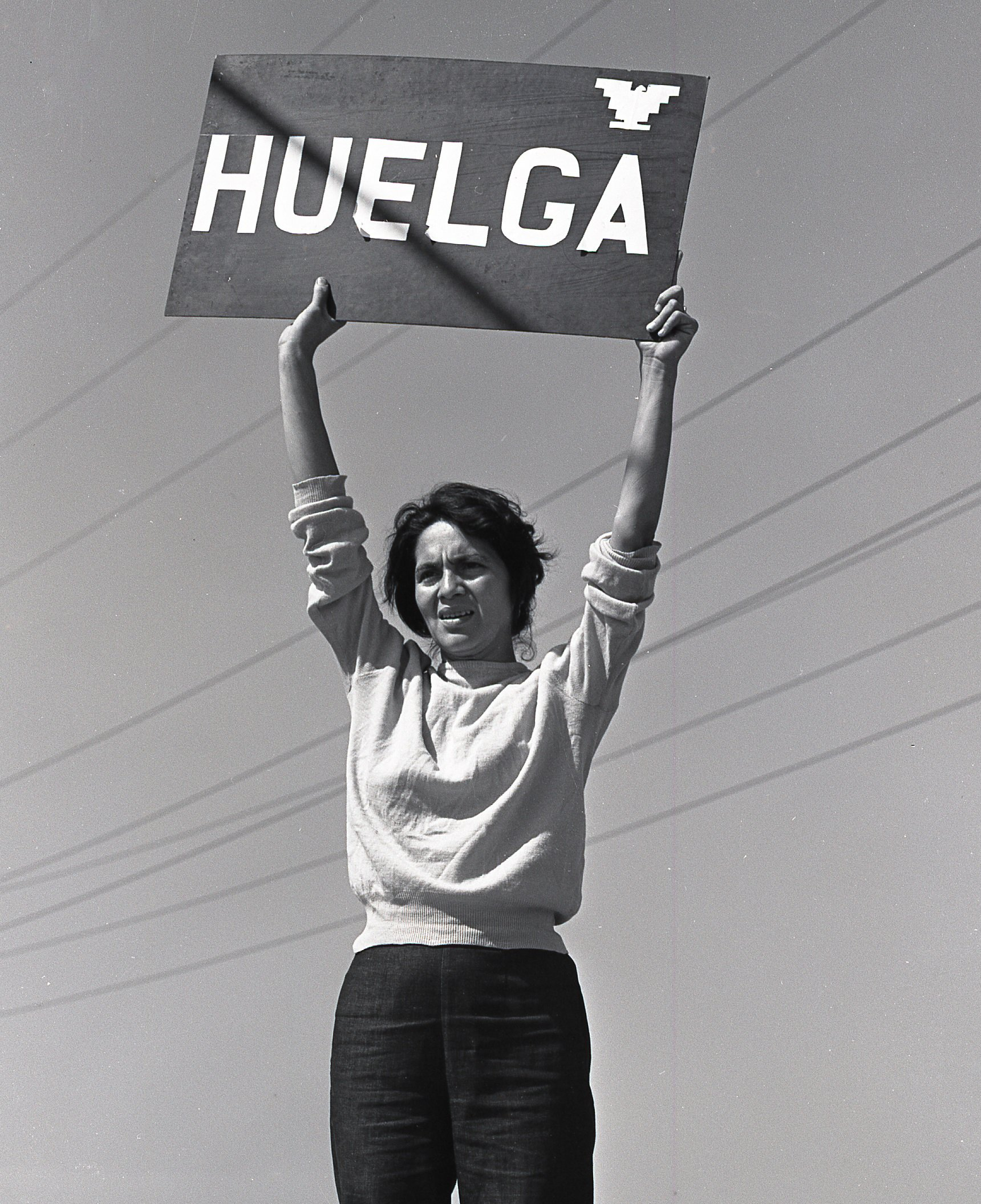
Dolores Huerta segurando um cartaz de Huelga (greve)

Inspirado pelas marchas organizadas por Martin Luther King Jr. e vários ativistas pelos direitos civis, em 17 de março de 1966, Cesar Chavez iniciou uma peregrinação de 300 milhas de Delano, Califórnia, até a capital do estado, Sacramento. Essa ação buscava pressionar os produtores e o governo estadual a atenderem às demandas dos trabalhadores rurais mexicano-americanos e filipino-americanos, representados pelo Comitê Organizador dos Trabalhadores Agrícolas, dominado por filipinos, e pela Associação Nacional dos Trabalhadores Rurais, dominada por mexicanos. A peregrinação também tinha como objetivo atrair atenção pública generalizada para a causa dos trabalhadores rurais. Pouco depois, a Associação Nacional dos Trabalhadores Rurais e o Comitê Organizador dos Trabalhadores Agrícolas se fundiram, tornando-se o Comitê Organizador dos Trabalhadores Rurais Unidos, com Cesar Chavez como líder e Larry Itliong como diretor assistente. Em agosto de 1966, a AFL-CIO oficializou a UFW, unindo oficialmente o AWOC e a NFWA.
Após uma colheita recorde no outono de 1965, milhares de trabalhadores rurais da Califórnia entraram em greve e exigiram eleições para representação sindical. Muitos foram presos pela polícia e feridos por produtores enquanto faziam piquetes. Os produtores usaram várias táticas para intimidar e assediar os piqueteiros, certos de que eles manteriam uma postura de não violência. Os produtores empurravam os manifestantes, socavam os grevistas e cutucavam suas costelas com os cotovelos. Alguns produtores dirigiam seus carros em direção aos manifestantes, desviando no último momento. Houve casos em que equipamentos de pulverização de pesticidas foram usados para encharcar os piqueteiros com enxofre mortal, que os cegava temporariamente. Apesar disso, a UFW continuou a evitar protestos violentos. Chavez repetidamente incentivava as pessoas a "não reagir contra a violência", afirmando que "podemos mudar o mundo se o fizermos de forma não violenta". Havia muito apoio à protesto não violento em todo o país, e Chavez queria continuar com esse foco. A UFW enviou dois trabalhadores e um ativista estudantil para seguir um carregamento de uvas de um dos produtores boicotados até seu destino final nos docks de Oakland. Lá, os manifestantes foram instruídos a convencer os trabalhadores portuários a não carregar o carregamento de uvas. O grupo teve sucesso, resultando na deterioração de mil caixas de dez toneladas de uvas, que foram deixadas para apodrecer nos docks. Esse evento desencadeou a decisão de usar a tática de boicote como o principal meio pelo qual o movimento trabalhista venceria a luta contra os produtores de uvas de Delano.

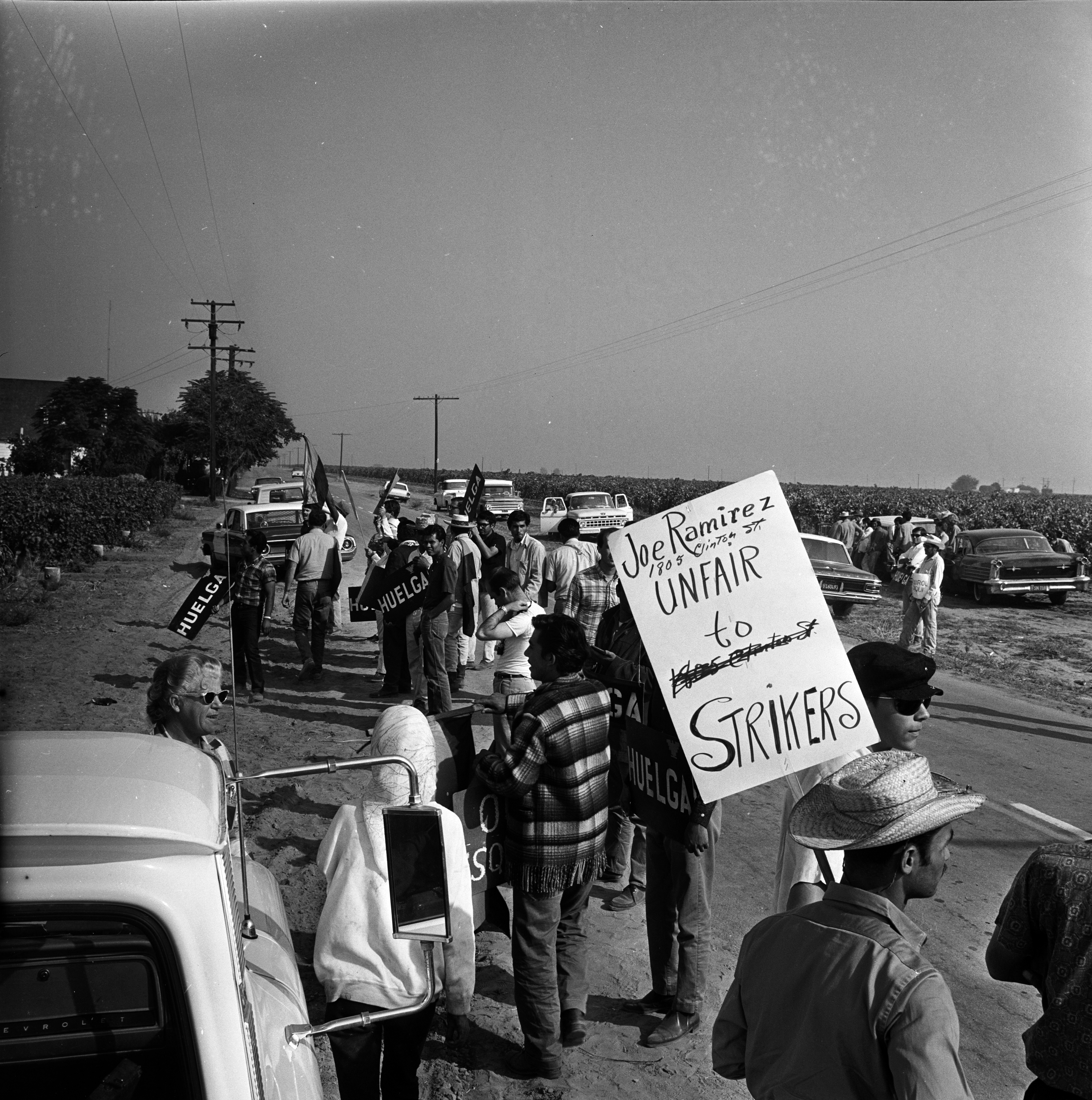
Greve dos Trabalhadores Rurais Unidos em Delano

Esse boicote inicialmente bem-sucedido foi seguido por uma série de linhas de piquete nos docks da Área da Baía. O Sindicato Internacional dos Estivadores e Armazéns, cujos membros eram responsáveis pelo carregamento dos embarques, cooperou com os manifestantes e recusou-se a carregar uvas não sindicalizadas.
As campanhas de boicote bem-sucedidas da UFW nos docks inspiraram Chavez a lançar um boicote formal contra as duas maiores corporações envolvidas na indústria de uvas de Delano, Schenley Industries e a DiGiorgio Corporation.
A partir de dezembro de 1965, a UFW participou de vários boicotes de consumidores contra a corporação Schenley. A pressão crescente dos apoiadores no setor empresarial levou à vitória dos trabalhadores rurais e à obtenção de contratos sindicais que imediatamente aumentaram os salários e estabeleceram centrais de contratação em Delano, Coachella e Lamont.
Após a marcha de 1966 de Delano a Sacramento, Califórnia, o movimento ganhou impulso com a cobertura da mídia e o apoio de políticos que instaram as negociações entre os grevistas e os produtores. As negociações, no entanto, não avançaram, levando a um boicote nacional às uvas, onde as pessoas se recusavam a comprar uvas nas lojas em solidariedade à greve. Esse boicote durou até 1970, quando os produtores concordaram em atender às demandas dos trabalhadores, que incluíam aumento salarial, melhores condições de trabalho e o fim do trabalho infantil.

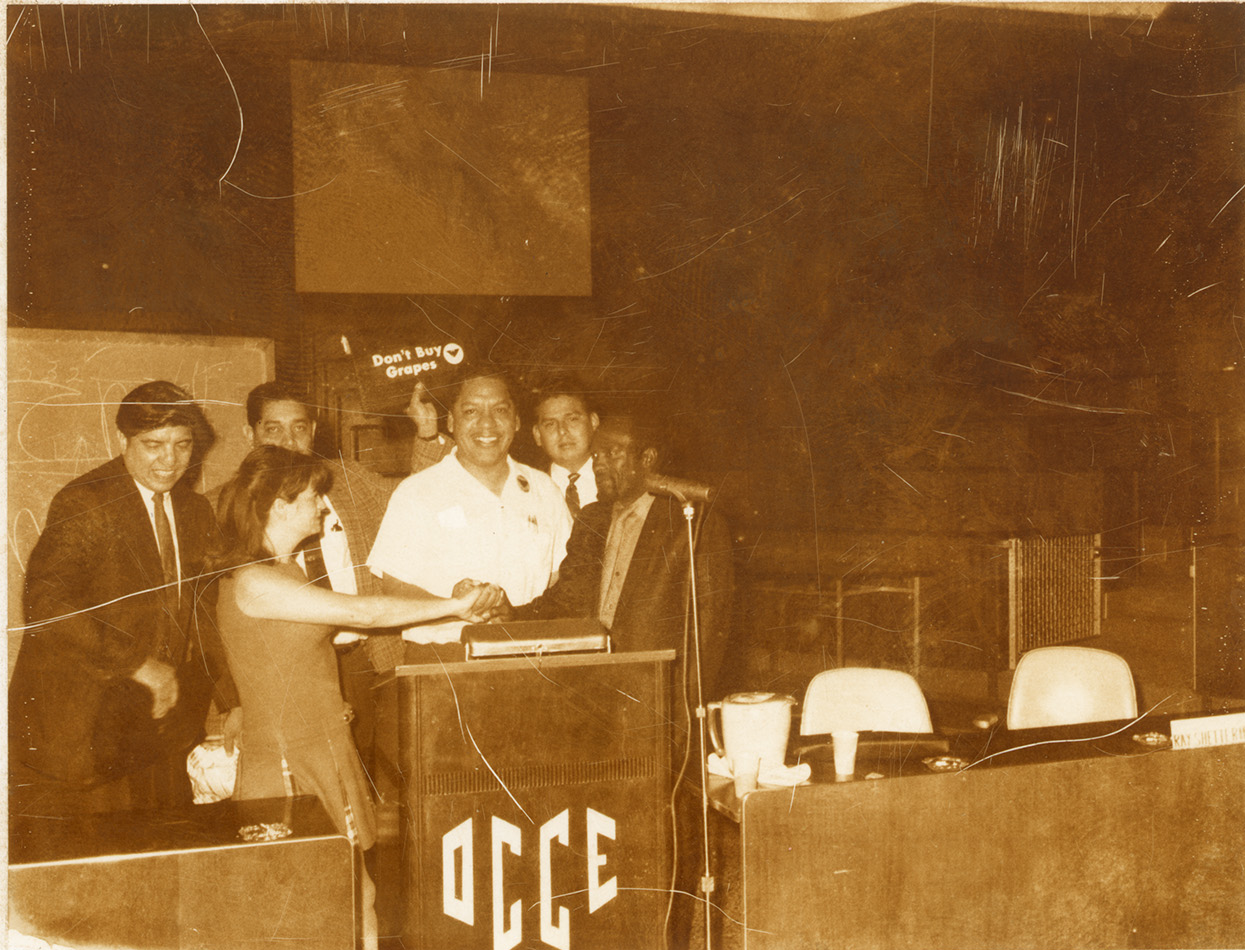
Francisco 'Pancho' Medrano fala em uma conferência sobre o boicote às uvas entre 1965–1967. Ao fundo, um homem não identificado segura um cartaz que diz "Não compre uvas"

As grandes corporações afetadas pelas greves lideradas por Chavez empregaram táticas de intimidação para proteger os lucros. O documentário The Wrath of Grapes menciona que a empresa de Delano, M Caratan Inc., contratou criminosos para interromper a votação dos trabalhadores rurais pela sindicalização. Eles atacaram eleitores, viraram mesas e até destruíram urnas.
A DiGiorgio Corporation finalmente foi pressionada a realizar uma eleição entre seus trabalhadores, permitindo que escolhessem o sindicato que desejavam que os representasse, em 30 de agosto de 1967. Isso resultou da tática de boicote que bloqueava os centros de distribuição de uvas. Com seus produtos fora das prateleiras dos varejistas devido ao boicote, a DiGiorgio Corporation foi forçada a responder às demandas dos trabalhadores rurais. O resultado da votação favoreceu a representação sindical da UFW, com 530 votos contra 332 para a representação da Teamsters, que era o único sindicato concorrente da UFW na eleição.
Em 29 de julho de 1970, a greve e o boicote das uvas terminaram, quando os produtores de uvas assinaram contratos trabalhistas com o sindicato. Os contratos incluíam aumentos salariais escalonados, benefícios de saúde e outras vantagens.

## Liderança estratégica
Os Trabalhadores Rurais Unidos (UFW) utilizaram uma liderança estratégica que contribuiu significativamente para o sucesso da Greve das Uvas de Delano. Como Marshall Ganz explica em seu artigo "Recursos e Ingenhosidade: Capacidade Estratégica na Sindicalização da Agricultura da Califórnia", a organização e a liderança da UFW foram fatores determinantes para o êxito da greve. Eles utilizaram recursos limitados para criar solidariedade e fomentar alianças de longo prazo. Os líderes da UFW sabiam que precisavam de algo impactante para enfrentar os produtores de uvas, então incluíram líderes e ativistas influentes, como figuras da Igreja Católica, da Igreja Unida de Cristo, entre outros. O El Teatro Campesino, fundado por Luis Valdez, usou a arte performática para educar e compartilhar as dificuldades enfrentadas pelos piqueteiros. As apresentações ridicularizavam os patrões e destacavam questões políticas, utilizando sátira e humor para contar uma história cruelmente real. Seus esquetes expunham as injustiças contra os trabalhadores rurais. Os performers usavam a caçamba de um caminhão como palco, mas isso não os impedia de advogar e contar suas verdades. Eles se apresentaram em diferentes linhas de piquete por 25 dias, o que intensificou a indignação das comunidades e gerou ainda mais apoio aos trabalhadores.
Entre fevereiro e março de 1968, Cesar Chavez realizou um jejum de 25 dias, consumindo apenas água, como forma de penitência e para reafirmar o compromisso do movimento com a não violência. Esse ato altamente divulgado culminou em 10 de março de 1968, quando o senador Robert F. Kennedy voou para Delano para estar ao lado de Chavez durante uma missa pública em que ele quebrou o jejum. Chavez, que havia perdido cerca de 16 quilos e estava muito fraco para falar, teve sua mensagem lida por outros, pedindo coragem por meio do sacrifício não violento. A presença de Kennedy atraiu atenção nacional para a causa dos trabalhadores rurais e simbolizou apoio político de alto nível à luta deles.

## O papel da religião
Ao planejar a greve, os trabalhadores rurais sabiam que precisavam de um plano escrito e uma razão clara para a causa pela qual lutavam, o que levou a NFWA a criar o Plano de Delano (El Plan de Delano). O documento afirmava que eles buscavam "justiça no trabalho rural com as reformas que acreditavam ser necessárias para o seu bem-estar como trabalhadores nos Estados Unidos." Para a NFWA, não estavam apenas marchando, mas conduzindo uma peregrinação, um ato cristão de penitência para exemplificar até onde iriam e o sofrimento que suportariam para alcançar a justiça que mereciam.
Os trabalhadores rurais relacionavam muitas de suas ações à sua religião. Por exemplo, iniciaram a marcha durante a Quaresma, para reforçar a mensagem de penitência e sacrifício, e planejaram terminá-la no Domingo de Páscoa, como uma metáfora para sua redenção e uma nova vida nova se conseguissem alcançar os objetivos apresentados no Plano de Delano.
Durante a marcha, eles também carregavam bandeiras com a imagem de Nossa Senhora de Guadalupe, uma figura religiosa muito importante nas culturas mexicana e latinas. Cesar Chavez e seus apoiadores acreditavam que, ao caminharem com ela e carregarem seu emblema, ela os ajudaria a protegê-los e apoiá-los contra a opressão que enfrentavam.

## Além da greve
A Greve das Uvas de Delano não foi apenas lutada nos campos de Solano, mas foi uma luta ampla. Matt Garcia explora em mais detalhes no artigo "Um Banho Móvel: O Boicote às Uvas da UFW e a Justiça para os Trabalhadores", onde discute como, ao motivar consumidores a pararem de comprar uvas de mesa, a UFW gerou grande preocupação econômica para os produtores de uvas. Não era apenas um boicote dos trabalhadores rurais, mas também dos consumidores. A greve forçou os produtores de uvas a assinarem contratos com a UFW que exigiam melhores salários, benefícios médicos e também contribuíram para a aprovação da Lei de Relações Trabalhistas Agrícolas da Califórnia (ALRA) em 1975. A ALRA permitiu que os trabalhadores rurais formassem sindicatos organizados legalmente, tivessem o direito de votar em eleições de voto secreto e negociassem coletivamente. Por meio da solidariedade, na década de 1970, os trabalhadores rurais conseguiram alcançar a justiça que mereciam. A greve uniu todos e, essencialmente, foi uma grande batalha por direitos trabalhistas contra o tratamento injusto.

## Medidas para suprimir o movimento
Embora os grevistas permanecessem pacíficos e não violentos durante a greve, os produtores de uvas, por outro lado, nem sempre aderiram à paz. Os produtores tomaram medidas para tentar interromper o movimento. Eles usavam pesticidas e pulverizavam os piqueteiros com produtos químicos nocivos, que até os cegavam temporariamente. Também cortavam o fornecimento de água necessário aos trabalhadores rurais. Os produtores empurravam, davam cotoveladas e até tentavam atropelar os piqueteiros para impedi-los de fazer piquetes. Apesar de enfrentarem ataques violentos, os piqueteiros permaneceram não violentos e continuaram seus protestos pacíficos. Isso lhes permitiu ganhar ainda mais atenção por sua determinação e vontade.

### Trabalhadores rurais filipinos durante a greve
Muitos trabalhadores rurais filipinos enfrentaram dificuldades durante seu tempo na agricultura. Eles enfrentavam racismo e discriminação no ambiente de trabalho, o que levou o grupo a desenvolver um forte senso de solidariedade dentro da comunidade. Os trabalhadores rurais filipinos se uniram para lutar contra suas condições de trabalho injustas antes da Greve das Uvas de Delano, como na greve dos cortadores de alface de 1934, por exemplo. O impacto desses movimentos anteriores inspiraria Cesar Chavez em sua própria greve.
Itliong convenceu seus colegas trabalhadores filipinos a exigirem melhores salários de seus empregadores. Eles queriam aumentar seus ganhos de US$ 1,20 para US$ 1,40, mas, quando os empregadores recusaram, Itliong convocou uma ação. Os membros da AWOC votaram a favor de realizar uma greve. Em 8 de setembro de 1965, os trabalhadores rurais filipinos da AWOC pararam de trabalhar nos campos de Delano, Califórnia, em protesto por melhores condições de trabalho e salários. Larry Itliong e Ben Gines lideraram a greve. Durante esse período, os membros da AWOC frequentemente enfrentavam violência por parte dos produtores rurais. Apesar de muitas barreiras e desestímulos dos produtores, os trabalhadores filipinos não desistiram e mantiveram o movimento forte até que puderam fortalecê-lo ao se alinharem com Cesar Chavez.
Itliong decidiu se alinhar com Cesar Chavez, acreditando que a greve seria mais forte se os trabalhadores filipinos e mexicanos se unissem. Isso se devia ao fato de os produtores contratarem trabalhadores mexicanos para cruzar as linhas de piquete, o que enfraquecia a greve. Itliong considerava a aliança com Cesar Chavez importante, pois não havia unidade entre os trabalhadores mexicanos e filipinos, criando grande conflito entre os dois grupos.
Durante a greve, os trabalhadores rurais filipinos trabalharam para mobilizar e manter a greve ativa, frequentemente colaborando com grupos religiosos e organizações de direitos civis. Isso também era feito para manter o moral elevado, já que ainda enfrentavam represálias dos produtores. Por exemplo, os trabalhadores filipinos enfrentavam violência de gangues vigilantes que queimavam acampamentos de trabalhadores para tentar expulsá-los e quebrar a greve. Apesar da violência e das represálias, eles permaneceram fortes e unidos, continuando a protestar pacificamente.
Outro aspecto importante para os trabalhadores filipinos era a construção de uma comunidade. Eles frequentemente utilizavam salões comunitários filipinos para se reunir e organizar os trabalhadores em greve. Esses salões permitiam que os trabalhadores filipinos se apoiassem mutuamente durante a greve, criando unidade e solidariedade, o que foi fundamental para manter a integridade do movimento.
A greve terminou em 1970 com acordos de negociação com vários produtores de uvas, resultando na melhoria das condições de vida e de trabalho de mais de 10.000 trabalhadores, graças à participação e envolvimento dos trabalhadores rurais filipinos.

### Publicações religiosas durante a greve
Ambos os lados do conflito eram majoritariamente católicos. A Igreja Católica estava dividida sobre qual lado apoiar, com clérigos mais jovens espalhados pelo país tendendo a apoiar a greve, enquanto os oficiais da igreja local geralmente eram apáticos ou contrários a ela. Isso se devia, em parte, ao medo da igreja de apoiar o socialismo e o comunismo, frequentemente associados à sindicalização, durante o Pânico Vermelho. Cesar Chavez foi rotulado de comunista por Daniel Lyons, que escrevia para a publicação católica conservadora Twin Circle. A hesitação da igreja em apoiar os trabalhadores também estava relacionada ao desejo de evitar conflitos com os produtores católicos, dos quais recebia apoio financeiro. Apesar da religião compartilhada entre trabalhadores rurais e líderes da igreja, os trabalhadores mexicanos e filipinos vinham de tradições culturais diferentes do clero e frequentemente falavam espanhol em vez de inglês, criando uma barreira de comunicação. Muitos católicos também viam a questão como puramente política e acreditavam que a igreja deveria permanecer neutra. No entanto, publicações católicas geralmente viam Cesar Chavez como um homem de fé e defensor de uma causa justa. Publicações de orientação liberal, como Commonweal e America, publicaram artigos criticando o clero local, que consideravam distante, e pressionaram a igreja a se envolver mais. A publicação de esquerda Catholic Worker [en] apoiou ativamente os trabalhadores rurais, incentivando o boicote e destacando os danos causados aos trabalhadores por pesticidas. A Igreja Católica se envolveu mais à medida que a greve progredia, formando um comitê ad hoc em 1969 para mediar o conflito.

### Geografia
A greve das uvas começou oficialmente em Delano em setembro de 1965. Em dezembro, representantes sindicais viajaram da Califórnia para Nova York, Washington, D.C., Pittsburgh, Detroit e outras grandes cidades para incentivar um boicote às uvas cultivadas em fazendas sem contratos com a UFW.
No verão de 1966, sindicatos e grupos religiosos de Seattle e Portland endossaram o boicote. Apoiadores formaram um comitê de boicote em Vancouver, desencadeando um grande apoio de canadenses que continuou nos anos seguintes.
Em 1967, apoiadores da UFW em Oregon começaram a fazer piquetes em lojas em Eugene, Salem e Portland. Após trabalhadores de melão entrarem em greve no Texas, os produtores realizaram as primeiras eleições de representação sindical na região, e a UFW tornou-se o primeiro sindicato a assinar um contrato com um produtor no Texas.
O apoio nacional à UFW continuou a crescer em 1968, e centenas de membros e apoiadores da UFW foram presos. Os piquetes continuaram por todo o país, incluindo Massachusetts, Nova Jersey, Ohio, Oklahoma e Flórida. Os prefeitos de Nova York, Baltimore, Filadélfia, Buffalo, Detroit e outras cidades prometeram apoio, e muitos deles alteraram as compras de uvas de suas cidades para apoiar o boicote.
Em 1969, o apoio aos trabalhadores rurais aumentou em toda a América do Norte. O boicote às uvas se espalhou pelo Sul, com grupos de direitos civis pressionando lojas de Atlanta, Miami, Nova Orleans, Nashville e Louisville para removerem uvas não sindicalizadas. Grupos estudantis em Nova York protestaram contra o Departamento de Defesa, acusando-o de comprar uvas boicotadas deliberadamente. Em 10 de maio, apoiadores da UFW fizeram piquetes em lojas Safeway nos EUA e no Canadá em celebração ao Dia Internacional do Boicote às Uvas. Cesar Chavez também fez uma turnê de palestras pela Costa Leste para pedir apoio de grupos trabalhistas, religiosos e universidades.

## Impacto da greve

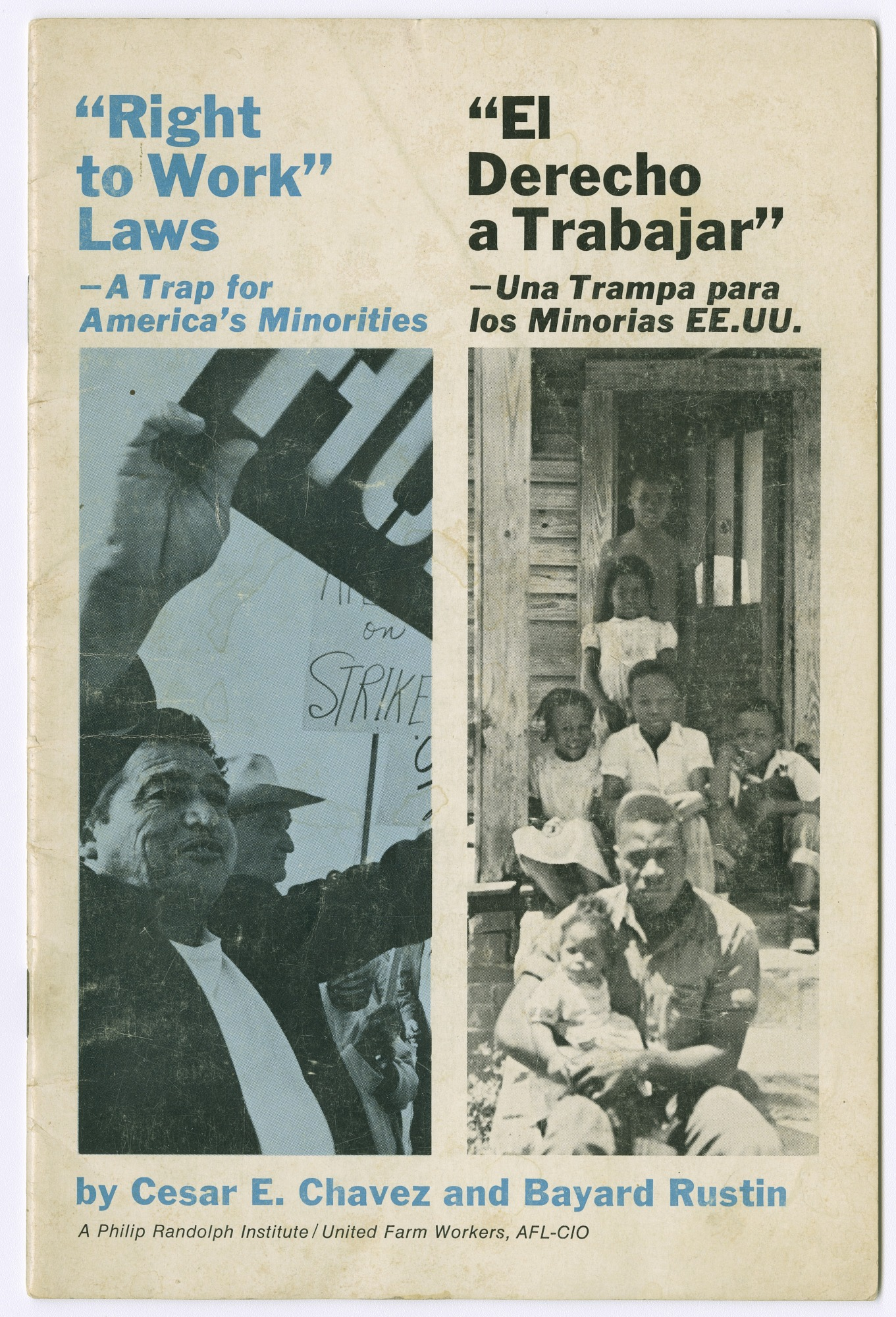
Folheto em preto e branco destacando a solidariedade entre as comunidades negra e latina durante a Greve das Uvas de Delano.

A greve de Delano e os eventos que ocorreram entre 1960 e 1975 resultaram em uma vitória para a UFW e os trabalhadores rurais. Até 1968, a UFW havia assinado contratos com 10 diferentes produtores de uvas de mesa, incluindo Schenley Industries e DiGiorgio Corporation, mas as greves e boicotes não cessaram até 1970, quando 26 produtores de uvas de mesa assinaram contratos com a UFW. Os contratos entre a UFW e os produtores de uvas foram os primeiros do tipo na história agrícola e, além dos efeitos imediatos, como aumento de salários e melhores condições de trabalho, alguns contratos incluíam disposições sobre seguro-desemprego, dias de férias remuneradas e a criação de um fundo especial de benefícios.
Após o fim da greve das uvas em 1970, começou uma greve contra produtores de alface. Isso levou a conflitos com o sindicato dos Teamsters no Vale de Salinas.
Em junho de 1975, a Califórnia aprovou uma lei que permitia eleições de representação sindical por voto secreto para trabalhadores rurais. Até meados de setembro, a UFW conquistou o direito de representar 4.500 trabalhadores em 24 fazendas, enquanto os Teamsters obtiveram o direito de representar 4.000 trabalhadores em 14 fazendas. A UFW venceu a maioria das eleições em que participou.
Os Teamsters assinaram um acordo com a UFW em 1977, prometendo encerrar seus esforços para representar trabalhadores rurais. O boicote de uvas, alface e produtos da Gallo Winery [en] terminou oficialmente em 1978.
Apesar dos sucessos alcançados pela UFW, também houve resultados negativos para os trabalhadores rurais. O mais significativo foi a deterioração da relação entre os trabalhadores filipinos e mexicanos. Nos contratos iniciais, a UFW implementou o sistema de central de contratação. O sistema de central de contratação foi estabelecido com a intenção de acabar com o ciclo de migração dos trabalhadores rurais, que a UFW acreditava que tornaria a colheita mais organizada e eficiente. No entanto, o sistema de central de contratação desfavoreceu muitos filipinos que estavam acostumados a migrar com a temporada de colheita. O sistema substituiu o antigo sistema de capatazes, no qual os trabalhadores filipinos confiavam para a estabilidade do emprego, e forçava os trabalhadores a se alinharem na central sindical, competindo com trabalhadores hispânicos mais jovens. Além disso, o sistema favorecia trabalhadores estabelecidos, que no sindicato eram principalmente hispânicos. Como resultado, muitos líderes e membros filipinos do sindicato, como Larry Itliong, deixaram a UFW, sentindo-se negligenciados e com suas necessidades, especialmente dos trabalhadores filipinos mais velhos, não priorizadas. A consequência das visões conflitantes entre trabalhadores filipinos e mexicanos levou outro líder filipino, Philip Vera Cruz, a deixar o sindicato após a reunião de Cesar Chavez com o presidente filipino Ferdinand Marcos, onde Chavez recebeu reconhecimento do regime de Marcos. Isso significou que a liderança e os trabalhadores filipinos ficaram sozinhos para representar suas próprias necessidades. As tensões na UFW entre trabalhadores filipinos e mexicanos permitiram que os Teamsters aproveitassem o caos interno para promover seu sistema trabalhista tradicional, atraindo alguns trabalhadores filipinos da UFW para os Teamsters, escapando do sistema alternativo da UFW que, essencialmente, promovia discriminação racial contra filipinos. Devido às mudanças nas políticas de imigração e novas oportunidades econômicas, a participação filipina no trabalho rural começou a declinar.
Após a greve, as ações de Cesar Chavez foram destacadas e lembradas. O filme de 2014 Cesar Chavez destaca seu papel no movimento trabalhista. Menos lembrados são os muitos outros que colaboraram com ele para organizar greves e lutar pelos direitos dos trabalhadores rurais. Particularmente esquecidos foram os esforços dos filipino-americanos na greve. Por exemplo, no filme de 2014, o papel dos filipinos foi amplamente ausente, exceto por uma fala e algumas cenas de grupo.
O impacto da greve ainda é sentido hoje na Califórnia, como filipino-americanos ocupando cargos em legislaturas estaduais e posições executivas no governo, além de leis que reconhecem o direito dos trabalhadores rurais de formar sindicatos. No entanto, após as greves dos anos 1960 e 1970, o trabalho nas fazendas voltou a condições semelhantes às anteriores ao esforço dos sindicatos: condições de trabalho difíceis e salários baixos. Com as greves lideradas por Cesar Chavez e Larry Itliong, os trabalhadores rurais conseguiram se unir e lutar por seus direitos nas fazendas, algo não visto antes das greves dos anos 1960.